# ХК Црвена звезда
Спортски клуб за хокеј на леду Црвена звезда је српски хокејашки клуб из Београда. Клуб је део спортског друштва Црвена звезда и основан је 1946. године. Своје домаће утакмице игра у Леденој дворани Пионир, капацитета 2.000 места. Тренутно се такмичи у Хокејашкој лиги Србије.

## Историја
Треба напоменути да су хокејаши Црвене звезде, након оснивања, крајем 1946. године одиграли прву утакмицу против Спартака из Суботице а да су наредне две сезоне, услед недостатка леда, изостали из званичних такмичења, тако да су све акције хокејашког тима замрле. Све се поново активирало Оснивачком Скупштином Хокејашког клуба 25. октобра 1953. године.
До 1960. године, хокејаши Црвене звезде редовно учествују у домаћим такмичењима уз просечне резултате, али је недостатак квалитетног клизалишта узео данак. Слаб рад са млађим категоријама, уз напуштање клуба од стране најбољих, 1968. године доводи до пада у Другу лигу. У нижем рангу, Хокејашки клуб Црвена звезда ће таворити пуну деценију. Тек када је Београд добио Ледену дворану "Пионир", створена је могућност квалитетнијег рада.
Хокејаши су први трофеј освојили у Купу 1980. године у Загребу, против домаће екипе Младости. Мала сенка на тај трофеј је необјашњиво неучествовање тада најјаче екипе у држави, но успеху се не гледа у зубе. Поново је наступио лош период, али до испадања у Другу лигу није дошло.
Ренесанса београдског хокеја почела је у сезони 1984/85, када црвено-бели посежу за атрактивним појачањима из Америке и Канаде. Уз странце су за Звезду заиграли и репрезентативци придошли из Олимпије, Матијаш Секељ и Јоже Ковач. На крају те бурне сезоне Звезда је играла финале доигравања за титулу првака против Јесеница, али су Словенци ипак били квалитетнији. Но, млада гарда предвођена Илићем, Косовићем и Полугом наговештавала је боље дане црвено-белог хокеја.
У сезони 1991/92. подигнут је први шампионски пехар, а освојен је и Куп. Следеће године хокејаши су опет најбољи, док су 1996. поново пригрлили дуплу круну.

## Дворана
Црвена звезда своје домаће утакмице игра у Леденој дворани Пионир која има капацитет 2.000 места. Налази се у склопу СРЦ Ташмајдан. Хала је саграђена 12. марта 1978. године. Реновирана је 2001. године.
Површина хале је 6.000 m², а ледена површина је 1800 m². Испод бетона постављено је 21. километара цеви за замрзавање.

## Успеси
| Такмичење                   | Такмичење                 | Број                      | Година                                                 |                           |                           |
| Национално првенство - 11   | Национално првенство - 11 | Национално првенство - 11 | Национално првенство - 11                              | Национално првенство - 11 | Национално првенство - 11 |
| --------------------------- | ------------------------- | ------------------------- | ------------------------------------------------------ | ------------------------- | ------------------------- |
| Првенство СФР Југославије   | Првак                     | 0                         | /                                                      |                           |                           |
| Првенство СФР Југославије   | Други                     | 1                         | 1984/85.                                               |                           |                           |
| Првенство СРЈ / СЦГ         | Првак                     | 5                         | 1991/92, 1992/93, 1995/96, 1996/97, 2004/05.           |                           |                           |
| Првенство СРЈ / СЦГ         | Други                     | 6                         | 1993/94, 1994/95, 1997/98, 2001/02, 2003/04, 2005/06.  |                           |                           |
| Првенство Србије            | Првак                     | 6                         | 2017/18, 2018/19, 2019/20, 2020/21, 2022/23, 2023/2024 |                           |                           |
| Првенство Србије            | Други                     | 3                         | 2010/11, 2015/16, 2016/17.                             |                           |                           |
| Национални куп - 5 (рекорд) |                           |                           |                                                        |                           |                           |
| Куп СФР Југославије         | Победник                  | 1                         | 1980.                                                  |                           |                           |
| Куп СФР Југославије         | Финалиста                 | 0                         | /                                                      |                           |                           |
| Куп СР Југославије          | Победник                  | 4                         | 1992, 1996, 1997, 1998.                                |                           |                           |
| Куп СР Југославије          | Финалиста                 | 3                         | 1995, 2000, 2001.                                      |                           |                           |
| Регионална такмичења - 1    |                           |                           |                                                        |                           |                           |
| ИХЛ лига                    | Првак                     | 1                         | 2019.                                                  |                           |                           |
| ИХЛ лига                    | Финалиста                 | 1                         | 2024.                                                  |                           |                           |

## Галерија
Грбови
- први грб
- други грб
- трећи грб
- тренутни грб